# Georg Ludwig von Trapp

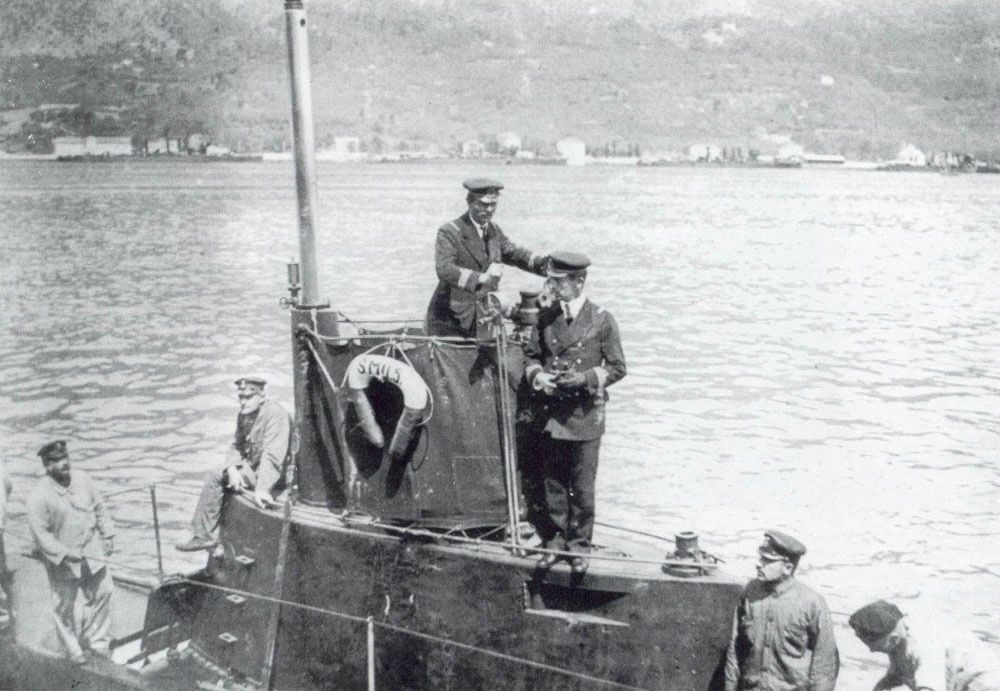
Trabajando a bordo del SM U-5

Georg Ludwig Ritter von Trapp (4 de abril de 1880 - 30 de mayo de 1947) fue un oficial de la Armada austrohúngara, cabeza de la familia de cantantes von Trapp en quienes se inspiró el musical The Sound of Music (titulada La novicia rebelde en Hispanoamérica y Sonrisas y lágrimas en España). Sus hazañas en el mar durante la Primera Guerra Mundial le valieron numerosas medallas.

## Nacimiento y carrera naval
Georg Ludwig Ritter von Trapp nació en Zadar, Dalmacia, en ese entonces parte del Imperio austrohúngaro, ahora en Croacia. Su padre, el capitán de fragata (Fregattenkapitän) August Trapp, fue un oficial de marina elevado a la nobleza austríaca en 1876, lo cual le dio derecho a él y sus descendientes a ostentar el título de Ritter von (Caballero) en el caso de la descendencia masculina, o von en el caso de la descendencia femenina. August Ritter von Trapp murió en 1884 cuando Georg Ludwig tenía 4 años.
En 1894 ingresó en la academia naval de Fiume. Se graduó como guardiamarina en 1898, realizando diversos cruceros de instrucción. En 1900 fue asignado al crucero acorazado SMS Kaiserin und Königin Maria Theresia, que participó en la lucha contra el levantamiento de los bóxers en China. En 1902 aprobó el examen de ascenso a oficial. 
En 1908 tuvo la oportunidad de unirse a la recién formada arma submarina. En 1910 recibió el mando del submarino SM U-6 que había sido amadrinado en su botadura por Agathe Whitehead, nieta del ingeniero británico Robert Whitehead, inventor del torpedo autopropulsado, con quien contrajo matrimonio en marzo de 1912.
Tras estallar la guerra en agosto de 1914, se le asignó el mando del SM U-5 el 22 de abril de 1915, con el que realizó nueve misiones de combate. El 27 de abril de 1915 torpedeó en el estrecho de Otranto -a 15 millas al sur del Cabo de Santa Maria di Leuca- al crucero acorazado francés Leon Gambetta de 12 600 t. El buque francés se hundió tras recibir dos impactos, con la pérdida de 648 vidas de los 821 que formaban su tripulación.
El 5 de agosto de 1915, el SM U-5 estuvo a punto de ser hundido en el Adriático, cerca de Pelagosa, por el submarino italiano Nereide en un intercambio de torpedos, del que finalmente resultó hundido el sumergible italiano de 225 t, con toda su tripulación.
Trapp es ascendido a Korvettenkapitän y en octubre de 1915 se le otorga el mando del submarino francés capturado Curie, que es renombrado por la KuK Kriegsmarine como SM U-14, con el que participó en 10 misiones de combate. En sus 19 misiones de combate, consiguió hundir un total de 14 buques, dos de ellos de guerra, con un total de 45 669 t. 
Es condecorado con la Cruz de Caballero de la Orden de María Teresa, y en mayo de 1918 recibe el mando de la base de submarinos de Cattaro, donde permanece hasta el final de la guerra.
Con la derrota del Imperio Austrohúngaro, Austria queda reducida a la zona germanohablante, por lo que pierde todo su litoral costero y con él, su marina de guerra, por lo que von Trapp queda sin trabajo y se traslada a Klosterneuburg con Agathe y sus siete hijos en 1922.

## Bancarrota y música
El 3 de septiembre de 1922, Agatha von Trapp murió de escarlatina. Posteriormente, Trapp contrata a María Augusta Kutschera, novicia en la cercana Abadía de Nonnberg, para cuidar de sus hijos. El 26 de noviembre de 1927, ambos contraen matrimonio.
El capitán von Trapp, con el objetivo de ayudar a una antigua amiga, la señora Lammer, invirtió toda su considerable fortuna en su banco. Sin embargo, debido a la presión económica ejercida por Alemania, el banco quebró y se declaró en bancarrota; siendo la Gran Depresión de 1929 un agravante para la fortuna de miles de familias pudientes en el mundo. Para sobrevivir, los von Trapp despidieron a la mayoría de sus sirvientes y se mudaron al piso de arriba de su mansión, alquilando el piso bajo como habitaciones para alumnos de la universidad católica. El arzobispo envió al padre Wasner como capellán de la familia y todos los miembros de la familia empezaron a dedicarse profesionalmente a la música, una de sus grandes aficiones.
Tras un festival en 1935, comenzaron a realizar giras artísticas. Su carrera familiar, sin embargo, se vería truncada por la anexión de Austria al Tercer Reich en 1938.

## Exilio y éxito
Tras la subida al poder del nazismo, la familia von Trapp se exilió a Italia y posteriormente a los Estados Unidos. La casa familiar se convirtió en uno de los cuarteles generales de Heinrich Himmler.
Inicialmente conocidos como el Trapp Family Choir, los von Trapp comenzaron a actuar en Estados Unidos y Canadá. Después de un contrato fallido con Charles Wagner, firmaron un duradero contrato con F. C. ("Freddie") Schang.  Su agente "americanizó" su repertorio y cambió, en 1949, el nombre de la banda familiar a The Trapp Family Singers. La familia, que por entonces contaba con diez hijos, se hizo famosa internacionalmente.
Tras la guerra, crearon el fondo Trapp Family Austrian Relief Inc, que envió grandes cantidades de comida y ropa a las zonas de Austria más devastadas por la guerra.
La familia Trapp grabó una serie de discos de 78 revoluciones con la productora RCA Victor, muchos de ellos recopilados posteriormente en LP de RCA Camden. La familia al completo también hizo una aparición en el disco especial de Navidad de Elvis Presley.

## Vermont
Los Trapp establecieron su hogar familiar en una finca de 270 hectáreas en Stowe, Vermont, en 1942, donde crearon un campamento musical permanente. Georg von Trapp murió de cáncer de pulmón, el 30 de mayo de 1947.

## The Sound of Music
El libro The Story of the Trapp Family Singers, escrito por María en 1949, se convirtió en un gran éxito de ventas. Siete años después fue adaptado al cine en dos conocidas películas austroalemanas:.
- Die Trapp-Familie (1956)
- Die Trapp-Familie in Amerika (1958).